# Macromitrium zollingeri
Macromitrium zollingeri är en bladmossart som beskrevs av Mitten, Roelof Benjamin van den Bosch och Sande Lacoste 1859. Macromitrium zollingeri ingår i släktet Macromitrium och familjen Orthotrichaceae. Inga underarter finns listade i Catalogue of Life.